# Сестино
Сестино (итал. Sestino) — коммуна в Италии, находится в области Тоскана, в провинции Ареццо.
Население составляет 1506 человек (2008), плотность населения составляет 19 чел./км². Занимает площадь 80 км². Почтовый индекс — 52038. Телефонный код — 0575.
Покровителем коммуны почитается святой мученик Панкратий Римский, празднование 12 мая.

## Демография
Динамика населения:

## Администрация коммуны
- Официальный сайт: http://www.comunedisestino.it/